# Byrdtief
Das Byrdtief ist ein Meerestief im südlichen Teil des Pazifischen Ozeans (Pazifik) und mit 8582 m Meerestiefe die tiefste Stelle des Südpazifischen Beckens.

## Geographie
Das Byrdtief befindet sich etwas nördlich der Nahtstelle des Pazifischen und des Südlichen Ozeans auf ungefähr 58° südlicher Breite und 178° östlicher Länge. Es liegt rund 760 km nördlich der Scott-Insel und etwa 1000 km südöstlich der neuseeländischen Campbell-Insel.